# برادفورد الشمالية (دائرة انتخابية في المملكة المتحدة)
برادفورد الشمالية (بالإنجليزية: Bradford North)‏ هي إحدى الدوائر الانتخابية في المملكة المتحدة الممثلة في مجلس العموم في برلمان المملكة المتحدة.
عضو البرلمان الذي يمثلها حالياً هو :Mr Terry Rooney (Lab).